# Paul Brumer
Paul William Brumer (* 8. Juni 1945 in Brooklyn) ist ein kanadischer theoretischer Chemiker.

## Leben
Brumer wurde im New Yorker Stadtbezirk Brooklyn geboren. Er studierte Chemie am Brooklyn College mit dem Bachelor-Abschluss im Jahr 1966. 1972 wurde er an der Harvard University bei dem späteren Chemie-Nobelpreisträger Martin Karplus mit der Arbeit Structure and Collision Complex Dynamics of Alkali Halide Dimers auf dem Gebiet der theoretischen physikalischen Chemie promoviert. Als Postdoktorand arbeitete er bei Raphael Levine und Alexander Dalgarno am Harvard Center for Astrophysics, wo er Vorlesungen zur Astronomie hielt. 1975 wechselte er an das Department of Chemistry der University of Toronto, wo er seitdem tätig ist.
In seinen frühen wissenschaftlichen Arbeiten beschäftigte sich Brumer mit unterschiedlichen Aspekten der klassischen und quantenmechanischen Beschreibung der Dynamik chemischer Reaktionen. Mit der zunehmenden Anwendung von Methoden der Nichtlinearen Dynamik und speziell der Chaostheorie in der Physik Anfang der 1970er Jahre erkannte er frühzeitig auch die Möglichkeiten dieser Konzepte für die theoretische Chemie. Neben der Verknüpfung von klassischer chaotischer Dynamik  und statistischem Verhalten bei chemischen Reaktionen untersuchte er mittels theoretischer Verfahren das Eintreten von Quantenchaos bei solchen Reaktionen.
Seine bekanntesten und meistzitierten Arbeiten veröffentlichte er mit Moshe Shapiro und Mitarbeitern zur Theorie der Steuerung chemischer Reaktionen mit Lasern, auch als Quantenkontrolle chemischer Reaktionen bezeichnet. Dabei handelt es sich um die Kontrolle chemischer Reaktionen mit kohärentem Licht mit dem Ziel maximaler Reaktionsausbeute.
1977 erhielt Brumer von der Alfred P. Sloan Foundation ein Forschungsstipendium (Sloan Research Fellowship).
1993 wurde er Fellow der American Physical Society. Zum Fellow der Royal Society of Canada  wurde er 1994 gewählt.
Neben anderen Auszeichnungen erhielt er 2000 den renommierten Izaak Walton Killam Memorial Prize.

## Schriften (Auswahl)
- P. Brumer, M. Karplus: Perturbation theory and ionic models for alkali halide systems. I Diatomics. In: Journal of Chemical Physics. Band 58, Nr. 9, 1973, S. 3903–3918, doi:10.1063/1.1679747.
- Charles Jaffé, P. Brumer: Local and normal modes: A classical perspective. In: Journal of Chemical Physics. Band 73, Nr. 11, 1980, S. 5646–5658.
- P. Brumer, M. Shapiro: Control of unimolecular reactions using coherent light. In: Chemical Physics Letters. Band 126, Nr. 6, 1986, S. 541–546, doi:10.1016/S0009-2614(86)80171-3.
- M. Shapiro, P. Brumer: Laser control of product quantum state populations in unimolecular reactions. In: Journal of Chemical Physics. Band 84, Nr. 7, 1986, S. 4103, doi:10.1063/1.450074.
- P. Brumer, M. Shapiro: Laser control of molecular processes. In: Annual Review of Physical Chemistry. Band 43, 1992, S. 257–282, doi:10.1146/annurev.pc.43.100192.001353.
- M. Shapiro, P. Brumer: Coherent control of molecular dynamics. In: Reports on Progress in Physics. Band 66, Nr. 6, 2003, S. 859–942.
- P. Brumer, M. Shapiro: Molecular response in one-photon absorption via natural thermal light vs. Pulsed laser excitation. In: Proceedings of the National Academy of Sciences. Band 109, Nr. 48, 2012, S. 19575–19578.
- Moshe Shapiro, Paul Brumer: Principles of the Quantum Control of Molecular Processes. John Wiley, Hoboken 2003, ISBN 0-471-24184-9.